# Eduardo Trillini
Eduardo Trillini, né le 20 juin 1958 à San Miguel (Buenos Aires), est un coureur cycliste argentin. Actif des années 1970 à 1990, il a été champion panaméricain sur route en 1980, de la poursuite par équipe en 1980 et 1981, et a participé aux Jeux olympiques de 1984.

## Palmarès sur route
- 1976
  - Criterium de Apertura
- 1980
  -  Champion panaméricain sur route
- 1982
  - Tour de San Juan
  - 2e de la Rutas de America
- 1983
  -  Champion d'Argentine sur route
  - Tour d'Uruguay
- 1986
  - Criterium de Apertura
- 1988
  - 2e du Tour d'Uruguay
- 1989
  - Rutas de America
- 1990
  - 3e du Tour d'Uruguay

## Palmarès sur piste

### Jeux olympiques
- Los Angeles 1984
  - 9e de la poursuite par équipes

### Jeux panaméricains
- 1978
  -  Médaillé de bronze de la poursuite par équipes

### Championnats panaméricains
- 1980
  -  Médaillé d'or de la poursuite par équipes (avec Pedro Caíno (es), Omar Richeze et Nestor Montabilet)
- 1981
  -  Médaillé d'or de la poursuite par équipes (avec Pedro Caíno (es), Juan Carlos Haedo (en) et Gustavo Kucich)
- 1982
  -  Médaillé d'or de la poursuite par équipes (avec Pedro Caíno (es), Luis Moyano et Juan Curuchet)
  -  Médaillé d'or de la course aux points

### Jeux sud-américains
- La Paz 1978
  -  Médaillé d'or de la poursuite par équipes (avec Pedro Caíno (es), Carlos Miguel Álvarez (en) et José Palma)
  -  Médaillé d'argent du kilomètre

### Six Jours
- 1984
  - Six Jours de Buenos Aires (avec Roman Hermann)
- 1987
  - Six Jours de Buenos Aires (avec Marcelo Alexandre)